# Wienerberger
Wienerberger este cel mai mare producător din lume de cărămizi și numărul 2 în producția de țigle de argilă în Europa. Compania a fost fondată în 1819 în Viena și a fost listată la Vienna Stock Exchange din anul 1869. În prezent (mai 2008), Wienerberger deține 260 de fabrici în întreaga lume.
Cifra de afaceri:
- 2011: 2 miliarde euro[2]
- 2010: 1,7 miliarde euro[2]
- 2007: 2,4 miliarde euro[3]

## Istoric
Istoria Wienerberger începe în Wienerberg, Viena, în anul 1819, când Alois Miesbach a fondat compania.
În cei aproape 200 de ani de activitate, Wienerberger s-a dezvoltat continuu, rămânând însa mereu concentrată pe ceea ce a învățat să faca cel mai bine din lume: cărămizi pentru clădiri durabile și confortabile. Câteva din etapele dezvoltării sale reflectă cel mai bine măsura viziunii, expertizei și dimensiunii companiei internaționale de astăzi:
- 1869 - Începe să activeze pe piața bursieră vieneză. Cei 10.000 de muncitori ai companiei Wienerberger, cea mai mare fabrică de cărămizi, furnizor al multor construcții din centrul Vienei, transformă domeniul construcțiilor într-o formă de artă.
- 1972 - Investiție în țiglele de beton Bramac în Austria.
- 1986 - Extindere in Germania, prin achiziționarea grupului Oltmanns.
- 1989 - Se pun bazele unui joint venture cu Pipelife (țevi de plastic), se investește în Chemische Werke (metalurgice și abrazive) și OAG Group (obiecte sanitare).
- 1990 - Extindere in Europa de Est, initial in Ungaria.
- 1996 - Achizitia TERCA, lider pe piața cărămizilor de placare, produse în Belgia si Olanda; investitor majoritar în Semmelrock.
- 1999 – Intrare pe piata SUA prin achizitia General Shale; se achiziționează ZZ Wancor - producătorul nr.1 în Elveția și Mabo Scandinavia.
- 2000 – Achizitia Cherokee Sanford in SUA.
- 2006 - Achizitia Robinson Brick in Vestul Statelor Unite.
- 2007 - Intrarea pe piata din Canada prin achizitia Arriscraft si extinderea pe piata din Marea Britanie prin achizitia Baggeridge Brick, precum si emiterea de actiuni (volum de peste 500 de milioane de Euro) si o crestere a capitalului (net de 424 milioane Euro) pentru accelerarea programului de dezvoltare.

## Wienerberger în România
Wienerberger a intrat în România în 1998 fiind în prezent cel mai mare producator de caramizi din țară, prin cele trei fabrici pe care le deține la Gura Ocniței-Dâmbovița, Sibiu și Triteni-Cluj în urma unor investiții de 75 milioane euro.
Produsele se comercializează sub brandurile internaționale Porotherm si Terca.
Grupul Wienerberger este prezent pe piața locală și prin alte companii, precum Tondach (țiglă ceramică), Semmelrock (pavele din beton) și Pipelife (sisteme de conducte).
Compania a inaugurat la 20 mai 2008 în comuna Tritenii de Jos, județul Cluj, cea mai mare fabrică de cărămizi din România, al cărei proces de producție se bazează pe tehnologia japoneză. Investiția se ridică la valoarea 25 de milioane de Euro iar fabrica va produce anual 150 de milioane de cărămizi.
Fabrica din Tritenii de Jos se întinde pe nouă hectare, iar cariera de argilă și nisip din vecinătate, pe 21 de hectare.
În România, compania mai dispune de linii de producție la Gura Ocniței și la Sibiu, care au o capacitate de câte 130 de milioane de cărămizi pe an.
Cifra de afaceri:
- 2013: 28 milioane euro[4]
- 2011: 28 milioane euro[5]
- 2007: 65 milioane euro[3]